# Nuits joyeuses à Honolulu
Pour plus de détails, voir Fiche technique et Distribution.
Nuits joyeuses à Honolulu (Navy Blues) est un film américain en noir et blanc réalisé par Lloyd Bacon, sorti en 1941.

## Synopsis
Lilibelle Bolton (Martha Raye) et Margie Jordan (Ann Sheridan) travaillent à Honolulu. Un navire de la Marine transportant Cake O'Hare (Jack Oakie) et l'ex-mari de Lilibelle, Powerhouse Bolton (Jack Haley), arrive au port.

## Fiche technique
- Titre original : Navy Blues
- Titre français : Nuits joyeuses à Honolulu[1],[2]
- Réalisation : Lloyd Bacon
- Scénario : Jerry Wald, Richard Macaulay, Arthur T. Horman, Sam Perrin
- Musique : Heinz Roemheld
- Direction artistique : Robert M. Haas
- Costumes : Howard Shoup
- Photographie : Tony Gaudio, James Wong Howe (séquences de danse), Sol Polito
- Son : C.A. Riggs
- Montage : Rudi Fehr
- Producteurs : Jack Saper, Jerry Wald, Hal B. Wallis
- Société(s) de production et de distribution : Warner Bros.
- Pays de production :  États-Unis
- Langue originale : anglais américain
- Format : noir et blanc — 35 mm — 1.37:1 — son : mono
- Genre : comédie romantique et film musical
- Durée : 108 minutes
- Dates de sortie :
  - États-Unis : 13 septembre 1941
  - France : 3 octobre 1947

## Distribution

### Acteurs principaux
- Ann Sheridan : Margie Jordan
- Jack Oakie : Cake O'Hara
- Martha Raye : Lilibelle Bolton
- Jack Haley : Powerhouse Bolton
- Herbert Anderson : Homer Matthews
- Jack Carson : 'Buttons' Johnson
- Jackie Gleason : Tubby
- William T. Orr : Mac
- Richard Lane : 'Rocky' Anderson
- John Ridgely : Jersey
- Kay Aldridge : une membre du « Navy Blues Sextette » du studio Warner Bros.[3]
- Georgia Carroll : une membre du « Navy Blues Sextette »
- Marguerite Chapman : une membre du « Navy Blues Sextette »
- Peggy Diggins : une membre du « Navy Blues Sextette »
- Leslie Brooks : une membre du « Navy Blues Sextette »
- Claire James : une membre du « Navy Blues Sextette »

### Acteurs non crédités
- Hardie Albright : l'officier
- Ralph Byrd : le lieutenant
- Howard Da Silva : le patrouilleur
- Charles Drake : l'agent d'inspection
- William Forrest : l'officier
- William Hopper : l'enseigne
- Selmer Jackson : capitaine Willard
- Adele Mara
- Frank Orth : Joe
- Walter Sande : le policier de la marine
- Richard Travis : Tex
- Frank Wilcox : l'agent d'inspection
- Gig Young : le matelot